# Батбаян
Батбаян (Bayan, Boyan, Bezmer, Bezmes) — каган Великої Болгарії, правитель групи племен, що мешкали на теренах сучасної України, старший син кагана Кубрата.
Більшість істориків ідентифікують Батбаяна з Безміром (Безмѣръ) з «Іменника булгарських правителів». Після смерті хана Кубрата очолив державу, проте йому не вдалося зберегти її цілісність. Між ним та братами розпочалися конфлікти, чим скористалися хозари, що почали наступ зі сходу.
668 року Батбаян зазнав від них поразки і визнав залежність від Хозарського каганату. Таким чином він був незалежним правителем усього 3 роки — з 665 по 668.
Він та його наступники прийняли титул «Балтавар» і стали номінальними володарями земель Великої Болгарії.

## Документальні фільми
- «Заповіт Кубрата [Архівовано 19 жовтня 2013 у Wayback Machine.]» «Завет Кубрата [Архівовано 19 жовтня 2013 у Wayback Machine.]», документальний фільм, Україна.